# Nad jazerom

Plaatsbepaling van het stadsdeel Nad Jazerom binnen de stad Košice.

Nad jazerom (Hongaars: Tóvárosi lakótelep) is een autonoom stadsdeel van Košice. Het maakt deel uit van het district Košice IV. De naam "Nad jazerom" betekent: "Boven het meer" en verwijst naar het "Meer Jazero" dat gelegen is op het  grondgebied van het stadsdeel.
Nad jazerom telt 24.441 inwoners.

## Topografie

### Ligging

Woonwijk met hoogbouw aan het meer "Jazero".

Nad jazerom ligt op een hoogte van 193 meter boven de zeespiegel en heeft een oppervlakte van 3,664 km² .
Het ligt ten zuiden van Staré Mesto maar is in het noord-westen van het oude stadscentrum gescheiden door het stadsdeel Juh en in het noord-oosten door het stadsdeel Vyšné Opátske.
In het oosten en het zuid-oosten grenst Nad jazerom aan Krásna en in het zuid-westen aan Barca. 
De spoorlijn Košice - Rožňava / Košice - Miskolc vormt in het noorden de scheiding met Juh en in het westen de grens met Barca. In het oosten vormt de rivier Hornád scheiding met de stadsdelen Vyšné Opátske en Krásna. 
De weg naar Slanec (genaamd: Slanecká) loopt door Nad Jazerom van noord naar zuid.

### Straten
De volgende straten liggen geheel of gedeeltelijk binnen het stadsdeel:

" Irkutská, Čingovská, Dneperská, Sputniková, Gagarinovo náměstí, Galaktická, Donská, Levočské, Azovské, Amurská, Černomořská (vertaald: Zwarte Zee), Kaspická (Kaspische Zee), Baltická (Baltische Zee), Bukovecká, Jenisejská, Uralská, Ladožská, Polární, Poludníková, Poslanecká, Teplárenská, Teslova, Rovníková, Poludníková , Ždiarska, Važecká, Meteorová, Raketová, Náměstí kosmonautů, Stálicová, Družicová ".

### Waterlopen
- De Myslavský-beek (Slowaaks: Myslavský potok) vloeit het stadsdeel binnen, in het noord-westen en stroomt parallel met de weg Čeverný rak. Ze gaat deels ondergronds nabij het centrum, en verlaat Nad jazerom aan de oostgrens waar ze nabij de zuidkant van het meer Jazero uitmondt in de rivier Hornád.
- De Hornád vloeit aan de oostelijke grens van Nad jazerom, van noord naar zuid.

### Oppervlaktewateren

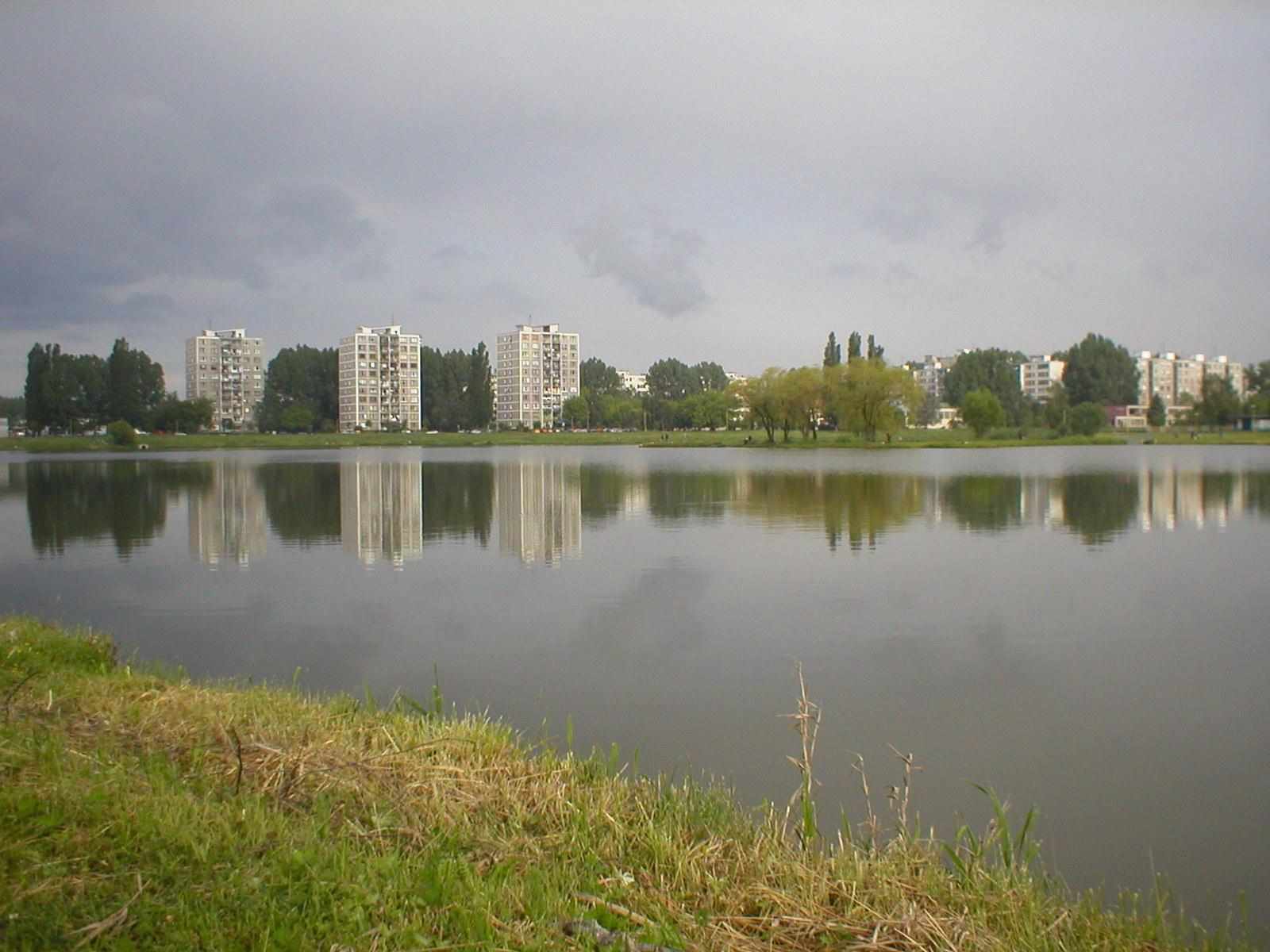
Wonen aan het meer.

- Het meer Seligovo jazero ligt in het uiterste noorden van Nad jazerom, ten noord-oosten van het meer Jazero, en is omringd door de straten: Templárenská, Jazerná en Slanecká.
- Het meer Jazero ligt ten zuiden van het hoger genoemde meer Seligivo jazero, ingesloten tussen de rivier Hornád en de verkeersweg Slanecká. Dit meer (Jazero) werd oorspronkelijk uitgegraven voor grintwinning en werd mettertijd een waterreservoir, gevuld met grondwater [2].

## Geschiedenis
De plaats die in de 20e en de 21e eeuw "Nad jazerom" wordt genoemd, verscheen voor het eerst in schriftelijke verslagen in 1275 .
Tot het Verdrag van Trianon maakte ze deel uit van het Hongaarse comitaat Abaúj-Torna. Vervolgens werd ze ingedeeld bij Tsjecho-Slowakije. Later, ingevolge de toepassing van de Eerste Weense Arbitrage, werd ze in 1938 opnieuw Hongaars en vanaf 1945 wederom Tsjecho-Slowaaks .
Het stadsdeel "Nad jazerom" is betrekkelijk jong. In de jaren 1960, onder Tsjecho-Slowaaks bestuur, overwoog men om er een industrieterrein met voedselvoorzieningen en een winkelcentrum te bouwen. Maar deze plannen werden bijgesteld. De plannen voor de industrie bleven behouden doch in 1969 begon eveneens de bouw van een woonwijk met prefab appartementen. In totaal werden 9.131 wooneenheden gebouwd in relatief veeleisende geologische omstandigheden. De hele woonzone is gebouwd op een grintbed .
Sinds 1990 werd de gemeente een autonoom stadsdeel van Košice en sedert de splitsing van Tsjecho-Slowakije op 1 januari 1993 is het Slowaaks grondgebied .

## Demografie

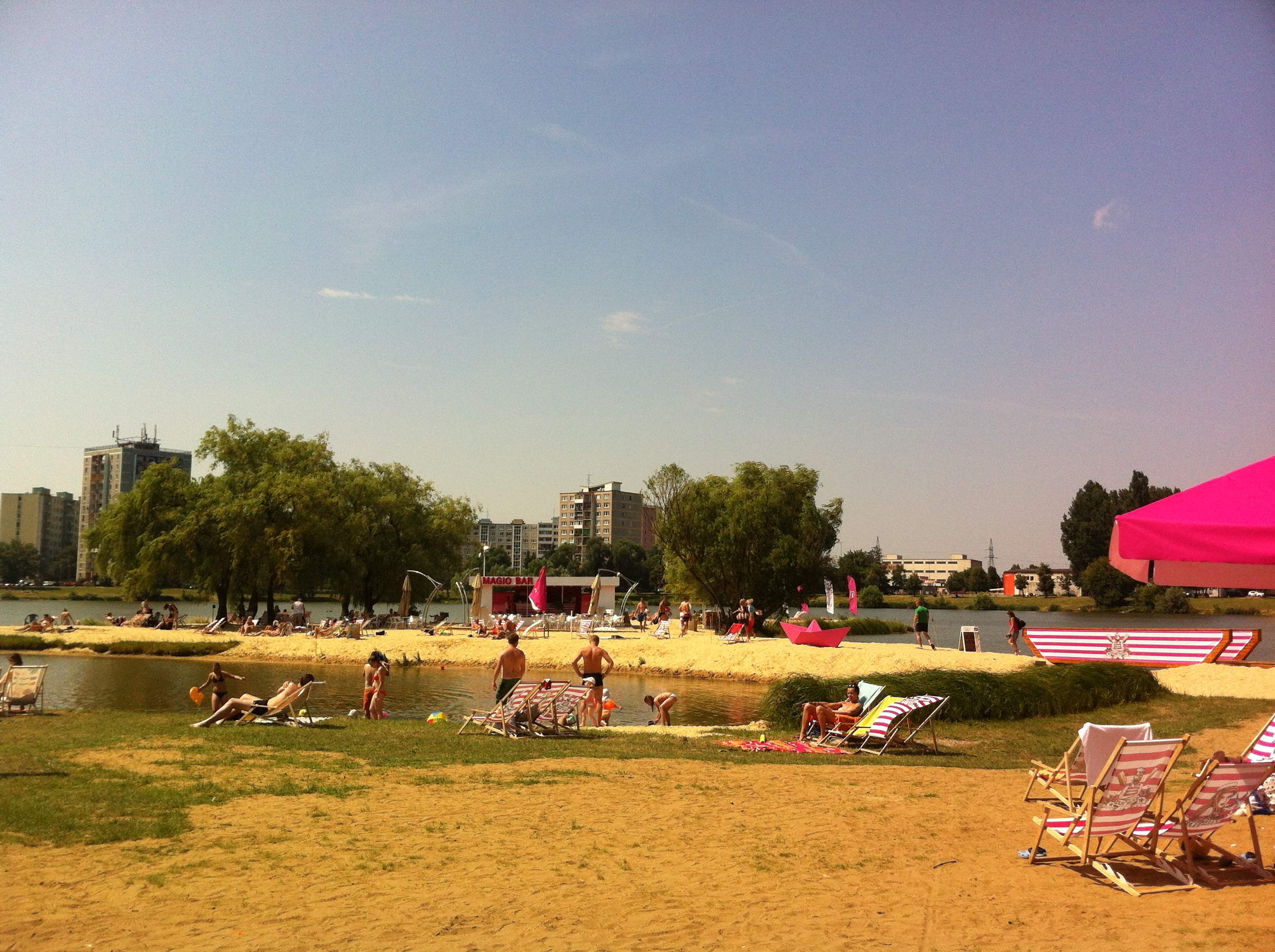
Uitrusten.

Het aantal inwoners is betrekkelijk stabiel.
| Jaar | Inwoners | Nationaliteit                                                   |
| ---- | -------- | --------------------------------------------------------------- |
| 2009 | 24 426   |                                                                 |
| 2011 | 25.702   | • Meerderheid: Slowaken (19.496). • Minderheid: Hongaren (647). |
| 2013 | 25.447   |                                                                 |
| 2017 | 24.803   |                                                                 |
| 2018 | 24.613   |                                                                 |
| 2019 | 24.443   |                                                                 |

De bevolkingsdichtheid bedraagt ongeveer 6.700 inwoners per km².

## Industrie

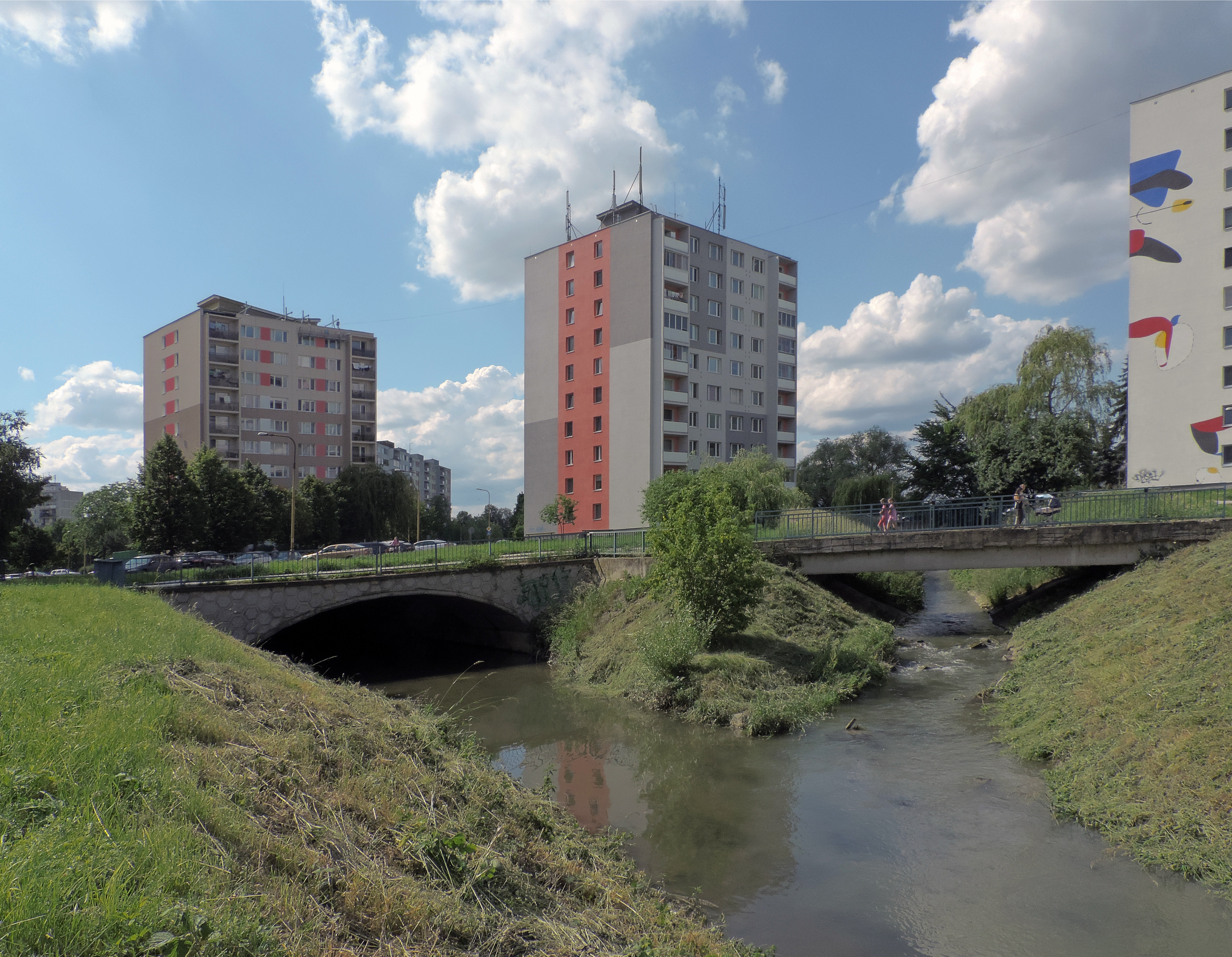
Deel van de woonwijk.

In de industriezone ligt een verwarmingscentrale "Košice - TEKO". Deze kolencentrale produceert warmte en elektriciteit.

## Recreatie

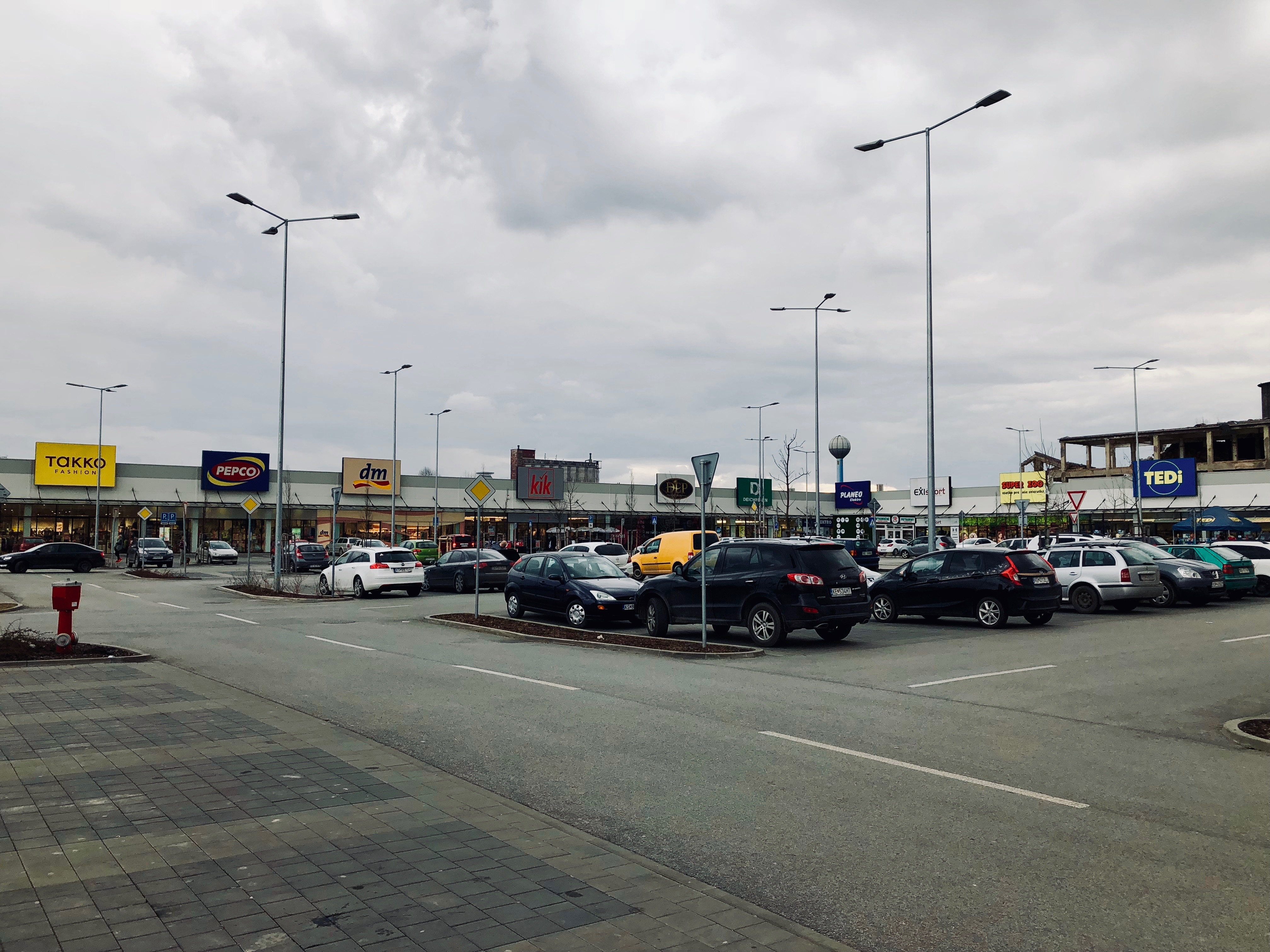
Winkelcentrum.

- De wijk Nad jazerom biedt een waterskilift die tijdens het zomerseizoen operationeel is.
- Er worden ski-wedstrijden en schansspringen georganiseerd.
- In de buurt van het meer "Jazero" ligt een kleine inrichting in cottagestijl die accommodatie biedt.
- Tijdens het winterseizoen is het mogelijk om op het meer te schaatsen.
- In de zomer wordt een bospark, gelegen tussen de meren en de rivier de Hornád, gebruikt voor recreatie.
- Langs de rand van de Hornád, op een verhoogd deel van de oever, nabij het centrum van de wijk, loopt een fietspad Eurovelo 11. Dit biedt aan fietsers een rechtstreekse verbinding met het stadscentrum en wordt gedurende de zomer druk gebruikt.

## Openbaar vervoer

### Trein
- In Barca is een klein station. Dit ligt op een afstand van ongeveer 3 kilometer. Hier hebben de treinen van de spoorlijnen 160 (Košice-Svolen) en 169 (Kosice - Hidasneme - Hongarije via Miskolc) een stilstand [8].
- Op een afstand van ongeveer 7 kilometer ligt het station van Košice. Daar zijn regelmatig verbindingen naar een grote verscheidenheid van bestemmingen, zowel naar binnen- als buitenland.

### Tram
De tramlijnen 3,  7,  9 en R2 verbinden de wijk met het stadscentrum en hebben hun eindpunt in Nad jazerom. De verplaatsing per tram is vooral in het spitsuur beduidend sneller dan individueel vervoer .

### Autobus
Het stedelijk en voorstedelijk vervoer wordt eveneens verzekerd bij middel van autobussen. De lijnen met nummers 13, 19, 28, 38, 52, 52L, 54 en N2 (nachtbus) bedienen het stadsdeel .

## Externe koppeling
- (sk)  Officiële website van het stadsdeel Nad jazerom
- (sk)  Cassovia